# Христо Влаев
Христо Влаев е български занаятчия и опълченец в Руско-турската война от 1877 – 1878 г.

## Биография
Роден е през 1858 г. в Габрово. Занимава се с производство на ръчни цигли. Взема участие в Руско-турската война от 1877 – 1878 г. като опълченец в Десета дружина. На 24 септември 2020 г., по повод 160-годишнината от обявяването на Габрово за град, е обявен за почетен гражданин на града.